# Thomas Parker, 1. hrabě z Macclesfieldu
Thomas Parker, 1. hrabě z Macclesfieldu (Thomas Parker, 1st Earl of Macclesfield, 1st Viscount Parker of Ewelm, 1st Baron Parker of Macclesfield) (23. července 1666 – 28. dubna 1732, Londýn, Anglie) byl britský právník a politik. Řadu let zastával nejvyšší funkce v justiční správě Velké Británie, byl lordem nejvyšším sudím (1710–1718) a lordem kancléřem (1718–1725). Od roku 1716 byl členem Sněmovny lordů, v roce 1721 získal titul hraběte. V roce 1725 byl obviněn z korupce, zbaven všech funkcí, uvězněn v Toweru a odsouzen k vysoké finanční pokutě, poté dožil v soukromí.

## Kariéra

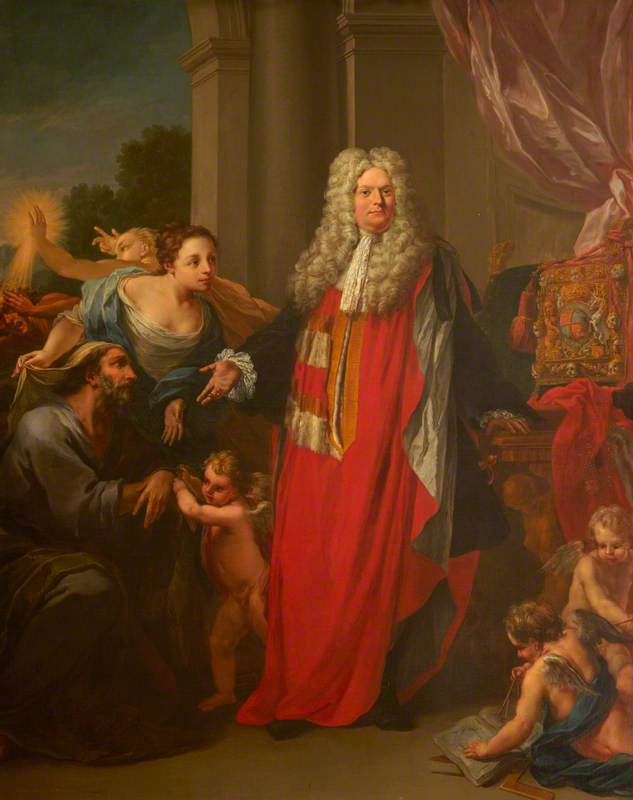
Alegorický portrét barona Thomase Parkera ve funkci lorda kancléře (1718–1721), ze sbírek National Trust

Byl synem právníka Thomase Parkera, vystudoval v Cambridge a od mládí působil v justici, od roku 1696 byl soudcem v Derby. V letech 1705–1710 byl členem Dolní sněmovny (poslanecký mandát získal za město Derby), v roce 1705 byl zároveň povýšen do šlechtického stavu a stal se královským justičním radou (Queen's Counsel). V roce 1710 odmítl úřad lorda kancléře a v letech 1710–1718 zastával post lorda nejvyššího sudího (Lord Chief Justice), od roku 1710 byl též členem Tajné rady. Od roku 1713 byl členem Královské společnosti a po smrti královny Anny byl členem dočasné regentské vlády. Vysoké postavení si udržel i po nástupu Jiřího I., v roce 1716 získal titul barona a stal se členem Sněmovny lordů a v letech 1718–1725 zastával úřad lorda kancléře. V roce 1721 byl povýšen na hraběte z Macclesfieldu, téhož roku upadl do podezření z účasti na finančních machinacích Jihomořské společnosti, ale jako oblíbenec Jiřího I. si udržel postavení. V případě nepřítomnosti Jiřího I. v Anglii byl také několikrát členem místodržitelského sboru (1719, 1720, 1723). Proslul jako vynikajicí odborník na občanské právo, ale přes vysoké funkce a dlouholetou přízeň Jiřího I. neměl v politice vliv odpovídající jeho postavení.
Jeho pád přišel v roce 1724, kdy byl obviněn z obchodování s úřady soudců. Ve své době šlo o obrovský skandál podlamující důvěru v nestrannou soudní správu. V lednu 1725 odvolán z funkce lorda kancléře a ztratil i členství v Tajné radě. Byl souzen Sněmovnou lordů a jednomyslně uznán vinným z přijetí úplatků ve výši 100 000 liber. Do zaplacení vysoké pokuty byl vězněn v Toweru, konfiskací následně přišel také o značnou část majetku a zbytek života strávil v ústraní.

## Rodinné a majetkové poměry

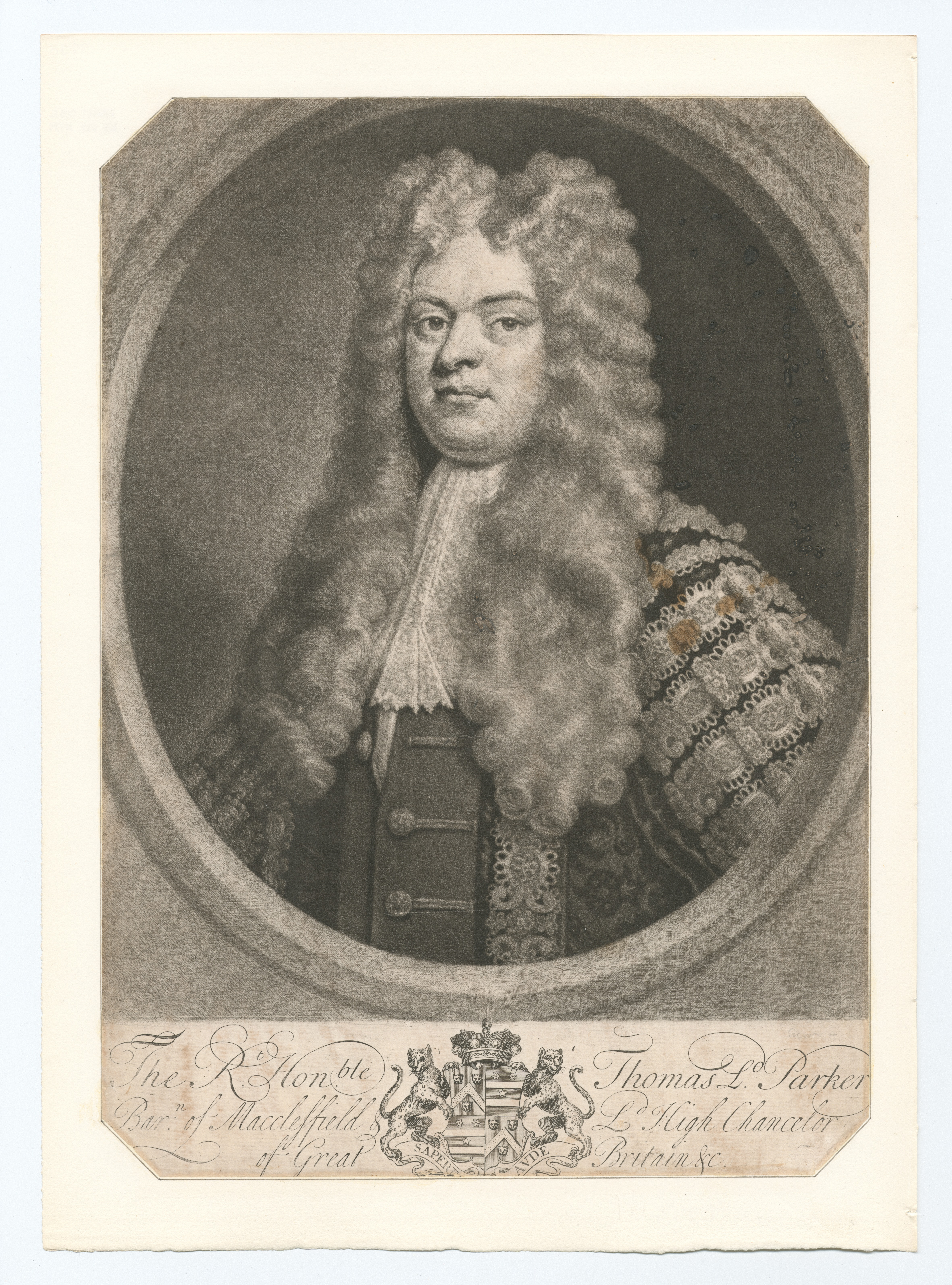
Thomas Parker, 1. hrabě z Macclesfieldu (1718)

Jeho manželkou byla Janet Carrier (1661–1733), mimo jiné teta admirála George Ansona, který v počátcích své kariéry z tohoto příbuzenského vztahu profitoval. Z jejich manželství pocházely dvě děti, dcera Elizabeth (1700–1746) se provdala za Sira Williama Heathcota, člena bankéřské a nejbohatší nešlechtické rodiny v Anglii. Dědicem titulů byl syn George Parker, 2. hrabě z Macclesfieldu.
Hlavním rodovým sídlem byl zámek Shirburn Castle v hrabství Oxfordshire, který hrabě z Macclesfieldu koupil v roce 1716 od rodiny Gage a kde se po svém pádu trvale usadil. Zámek Shirburn Castle byl majetkem jeho potomků až do roku 2004.